# Тав (буква сирийского алфавита)
ܬ (ܬܘ, тав) — двадцать вторая буква сирийского алфавита.

## Использование
Происходит от арамейской буквы тав (𐡕), восходящей к финикийской букве тав (𐤕, ).
В сирийском языке обозначала взрывной согласный [t] (также указывается точкой над буквой — кушшаей, ◌݁), после гласных — фрикатив [θ] (указывается точкой под буквой — руккахой, ◌݂). В ассирийском языке обозначает [t] или [θ]. Числовое значение в сирийской системе счисления — 400.
В романизации ALA-LC передаётся как t, а в романизации BGN/PCGN — как t, если не является придыхательным, и как th, если является.

## Кодировка
Буква тав была добавлена в стандарт Юникод в версии 3.0 в блок «Сирийское письмо» (англ. Syriac) под шестнадцатеричным кодом U+072C.